# Station Gołubie Kaszubskie
Station Gołubie Kaszubskie is een spoorwegstation in de Poolse plaats Gołubie.